# Niechlów (gmina)
Pour la localité, voir Niechlów.
Niechlów est une gmina rurale du powiat de Góra, Basse-Silésie, dans le sud-ouest de la Pologne. Son siège est le village de Niechlów, qui se situe environ 13 km à l'ouest de Góra et 78 km au nord-ouest de la capitale régionale Wrocław.
La gmina couvre une superficie de 151,98 km2 pour une population de 5 140 habitants.

## Géographie
La gmina est bordée par les gminy de Góra, Miejska Górka, Poniec, Rawicz, Rydzyna et Wąsosz.
La gmina contient les villages de Bartodzieje, Bełcz Wielki, Bogucin, Głobice, Karów, Klimontów, Łękanów, Lipowiec, Masełkowice, Miechów, Naratów, Niechlów, Siciny, Świerczów, Szaszorowice, Tarpno, Wągroda, Wioska, Wroniniec, Wronów, Żabin et Żuchlów.